# Antônio de Queirós Teles, barão de Jundiaí
Antônio de Queirós Teles, primeiro barão de Jundiaí, (Jundiaí, 1 de fevereiro de 1789 — Campinas, 11 de outubro de 1870) foi um proprietário rural e político brasileiro.
Produtor de café e cana-de-açúcar, proprietário do grande latifúndio denominado "Sítio Grande", que mais tarde dividiu em grandes lotes, doando-os aos filhos, origem das fazendas São Luís, Buritis, Boa Vista, Santa Gertrudes e outras.

## História
Foi juiz de paz, vereador, membro da assembleia provincial, deputado e delegado de polícia.
Pai de Antônio de Queirós Teles, conde de Parnaíba, Joaquim Benedito de Queirós Teles, barão do Japi, e de Ana Joaquina do Prado Fonseca, segunda baronesa de Jundiaí.
Foi um dos defensores da construção de estradas de rodagem, por isso confiou-lhe o governo provincial a incumbência de fiscalização da estrada entre São Paulo e Campinas.

### Solar do Barão
O Solar do Barão, datado de 1862, trata-se da suntuosa propriedade, com as características de sede de fazenda, que pertenceu a Antônio de Queirós Teles, o Barão de Jundiaí, localizado na Rua Direita hoje Rua Barão de Jundiaí, Jundiaí, São Paulo. Mais tarde, foi doado pela família à Associação das Irmãs de São Vicente de Paula que o alugou à Prefeitura Municipal de Jundiaí, tornando-se um museu local e tombado pelo CONDEPHAAT.  No ano de 1848, quando o Imperador visitou Jundiaí, hospedou-se em sua residência.

## Títulos e honrarias
Agraciado com o título de barão de Jundiaí, que lhe foi concedido a 31 de agosto de 1870, por decreto de 24 de agosto de 1870 (D.Pedro II).
Agraciado como Cavaleiro, Oficial e Comendador da Ordem da Rosa.
Homenageado na Capital de São Paulo, com a "Rua Barão de Jundiaí", situada na Lapa (bairro de São Paulo).

## Genealogia
5-4 Ana Joaquina da Silva Prado foi casada em 1775 com o ajudante (depois capitão-mor) José de Moraes Leme, seu parente, filho do sargento-mor Antônio de Moraes Pedroso e de Leonor Leme da Costa nº 3-4 adiante; segunda vez casou com o guarda-mor Antônio de Queirós Teles, natural de Portugal; terceira vez casou com Luís José Pereira Queirós, natural de Portugal, sobrinho do guarda-mor Antônio de Queirós, seu antecessor. Teve naturais de Jundiaí:…o filho José Pereira de Queirós que se casou com sua sobrinha Escolástica Saturnina de Moraes Jordão, de quem foi filha Blandina Augusta Pereira  de Queirós, que se casou com Manuel Carlos Aranha, barão de Anhumas, tornando-se Blandina Augusta de Queirós Aranha e a baronesa_consorte de Anhumas.
Do segundo marido, guarda-mor Antônio de Queirós Teles, teve:
6-2 Sargento-mor Antônio de Queirós Teles, nascido em 1789 em Jundiaí, foi um prestigioso cidadão em sua terra natal onde ocupou os cargos de eleição popular, tais como o de juiz de paz, vereador e deputado à assembleia provincial; e também os de nomeação do governo: o de juiz municipal e delegado de polícia. Foi sucessivamente cavaleiro, oficial e comendador da Ordem da Rosa, e finalmente agraciado com o título de barão de Jundiaí. Foi casado com Ana Leduína de Morais Jordão, sua sobrinha, f.ª de 6-1 retro; faleceu em 1870 em Campinas, e teve os seguintes filhos:
Anna Joaquina do Prado Fonseca, segunda baronesa de Jundiaí, que se casou com o senador dr. José Manuel da Fonseca, filho de Antônio da Fonseca e de Gertrudes Maria de Camargo, c.g. (título concedido em 7 de maio de 1887) (D.Pedro II);
Manuel de Queiroz Telles, que se casou com Etelvina da Silva Prado;
António de Queiroz Teles, conde de Parnaíba, que se casou com Rita Mboy Tibiriçá Piratininga;
Joaquim Benedito de Queiroz Telles, barão do Japi, que se casou com sua tia materna, Maria Januária de Moraes Queiroz;
Maria Eufrosina de Queiroz, que se casou com António Joaquim Pereira Guimarães;
Escolástica Jacinta de Queiroz;
Antonia Leopoldina de Queiroz.

## Brasão de Armas
Esquartelado: o I e IV de ouro, seis crescentes de vermelho; o II e III de prata, leão de vermelho. Timbre: o leão nascente.